# Parafia Nawiedzenia Najświętszej Maryi Panny w Orzeszu
Parafia Nawiedzenia NMP – rzymskokatolicka parafia znajdująca się w Orzeszu. Parafia należy do dekanatu Orzesze i archidiecezji katowickiej.

## Historia
Na początku 1906 r. utworzono w Orzeszu kurację. Powstała ona z części parafii Wielkie Dębieńsko i części parafii Woszczyce. W 1912 r. podniesiono ją do rangi samodzielnej parafii. Kuratusem oraz pierwszym proboszczem parafii był ks. Józef Kulig.
Problemem orzeskiej parafii była mała pojemność kościoła pw. św. Wawrzyńca. Nowy kościół pw. Nawiedzenia NMP wybudowano w latach 1926–1930. Poświęcenia dokonał 14 grudnia 1930 r. ks. Aleksander Skowroński. Kościół został konsekrowany 7 maja 1960 r. Wystrój kościoła jest dziełem Edmunda Czarneckiego i Karola Gierlotki. Pierwotnie parafia należała do dekanatu dębieńskiego, który w 1985 roku został przekształcony w dekanat Orzeski.

## Proboszczowie
Źródło:
- ks. Józef Kulig (kuratus 1906–1912, proboszcz 1912–1946)
- ks. Władysław Wojciech (adiutor 1945–1946, administrator 1946–1957, proboszcz 1957–1971)
- ks. Jerzy Nyga (wikariusz-ekonom 1971)
- ks. Władysław Wala (wikariusz-ekonom 1971)
- ks. Stanisław Adamczyk (1971–1995)
- ks. Henryk Centner (administrator 1996–2019, proboszcz 1995–1996)
- ks. Grzegorz Hawel (od 2019)

## Grupy parafialne
Na terenie parafii działa kilka grup parafialnych:
- Ministranci,
- Franciszkański Zakon Świeckich,
- Apostolstwo Dobrej Śmierci,
- Grupa Młodzieżowa,
- Katecheza Dorosłych,
- Scholka Dziecięca,
- Zespół Charytatywny.